# Conopodium arvense
Conopodium arvense là một loài thực vật có hoa trong họ Hoa tán. Loài này được (Coss.) Calest. mô tả khoa học đầu tiên năm 1905.